# Epidermodisplasia verruciforme
Epidermodisplasia verruciforme (también llamado  displasia de Lewandowsky-Lutz  o epidermodisplasia verruciforme de Lutz-Lewandowsky o enfermedad del hombre-árbol) es una rara enfermedad de origen genético asociada a un alto riesgo de carcinoma. Se caracteriza por la susceptibilidad anormal al virus del papiloma humano (VPH). El resultado no controlado de infecciones por VPH trae como consecuencia el desarrollo de escamas máculas y pápulas, sobre todo en manos y pies. Es típicamente asociados a tipos de VPH 5 y 8, que se encuentran en cerca del 80% de la población normal, como las infecciones asintomáticas, aunque otros tipos también pueden contribuir.
La condición suele comenzar entre las edades de 1 a 20 años, pero en ocasiones se puede presentar en personas de mediana edad. El nombre se debe a los dermatólogos que documentaron por primera vez un caso, Félix Lewandowsky (1879-1921) y Wilhelm Lutz (1888-1958).
Aunque su incidencia en la población es más bien escasa, existen casos célebres de esta enfermedad. Dede Koswara al cumplir 35 años, notó que de sus manos y pies surgían unos tejidos similares a las raíces de los árboles. Tras varias pruebas, los médicos detectaron que el joven indonesio, sufría una condición extraña llamada epidermodisplasia verruciforme. Esta enfermedad es de origen genético.

## Causa genética

La Epidermodisplasia verruciforme se hereda con un patrón autosómico recesivo

La causa de la enfermedad es una mutación que inactiva los genes TMC6 (EVER1) o TMC8 (EVER2) que están situados uno junto a otro en el cromosoma 17. La función de estos genes no es precisa aún, pero desempeñan un rol en la regulación distributiva de zinc en el núcleo de la célula. Se ha demostrado que el zinc es un cofactor necesario para muchas proteínas vitales, y que la actividad del complejo EVER1/EVER2 parece restringir el acceso de las proteínas virales, lo que limita su crecimiento.

## Diagnóstico
El diagnóstico clínico determina una permanente erupción de máculas pitiriasis versicolor o pápulas tales como verrugas y desarrollo de carcinomas cutáneos.
El paciente presenta unas ligeras escamas, máculas de color rojo-marrón en la cara, el cuello y el cuerpo, o lesiones papilomatosas, como verrugas, lesiones de queratosis seborreica, y pápulas de color rojo-rosa en manos, extremidades superiores e inferiores, y cara. La forma benigna de este padecimiento se presenta como magulladuras de verrugas en el cuerpo, mientras que la forma maligna muestra una mayor tasa de lesiones de la piel polimórficos y el desarrollo de múltiples tumores cutáneos.
Generalmente son lesiones cutáneas repartidas por todo el cuerpo, pero hay algunos casos con sólo unas pocas lesiones que se limitan a una extremidad.

## Tratamiento
Actualmente no existe un método totalmente efectivo contra la epidermodisplasia verruciforme (EV), pero se ha sugerido el tratamiento más eficaz: Acitretina (Soriatane) por 6 meses de duración, debido a su efecto antiproliferativo y la diferenciación que induce.
Los interferones también se puede utilizar eficazmente con los retinoides.
Hay otros métodos de tratamiento contra la EV, sin embargo, lo más importante, es la educación del paciente, su diagnóstico precoz y la extirpación de las lesiones tumorales como prioridad para prevenir el desarrollo de tumores cutáneos.